# Pyrolirion tubiflorum
Pyrolirion tubiflorum là một loài thực vật có hoa trong họ Amaryllidaceae. Loài này được (L'Hér.) M.Roem. miêu tả khoa học đầu tiên năm 1847.